# Pseudanurophorus octoculatus
Pseudanurophorus octoculatus är en urinsektsart som beskrevs av Olga M. Martynova 1971. Pseudanurophorus octoculatus ingår i släktet Pseudanurophorus och familjen Isotomidae. Inga underarter finns listade i Catalogue of Life.